# Maria Beatrice av Savojen
Maria Beatrice av Savojen, prinsessa av Sardinien, född den 6 december 1792, död den 15 september 1840, var en hertiginna av Modena som gift med hertig Frans IV av Modena. Hon räknades som titulärmonark av Storbritannien i egenskap av Jakobitisk tronpretendent mellan 1824 och 1840. 

## Biografi

### Tidigt liv
Hon var äldsta dotter till kung Viktor Emanuel I av Sardinien av Savojen och Maria Teresa av Österrike-Este. 
År 1798 invaderades och erövrades Savojen av Napoleons armé, och hon flydde tillsammans med sina föräldrar till Florens. När även Florens erövrades av fransmännen året därpå, flydde familjen vidare till Sardinien, där de bosatte sig i Cagliari. Hon fick en traditionell uppfostran med fokus på religion. 
Den 20 juni 1812 i Cagliari på Sardinien gifte sig Maria Beatrice med sin morbror, ärkehertig Frans av Österrike-Este. Av rädsla för synden av incest talade både brudgummens mor och brudens mormor emot detta äktenskap. De överlät avgörandet på påven Pius VII, som beviljade dispension för ett äktenskap mellan dem. Paret reste sedan via Trieste till Wien, där de bosatte sig 1813. 

### Hertiginna av Modena
År 1814, när den franska ockupationsarmén drog sig tillbaka från Italien efter Napoleons nederlag, kunde hennes make återvända till sin mors land, hertigdömet Modena, och Frans och Maria Beatrice blev därmed hertig och hertiginna av Modena. 
De tvingades återigen fly 1815 under de hundra dagarna, när Napoleons armé åter ockuperade territoriet, men kunde återvända efter Napoleons slutgiltiga nederlag samma år. De tog samma år emot ett besök av påven. 
Som hertiginna av Modena utövade Maria Beatrice välgörenhet inom den katolska kyrkans ram. Under resningen den 3-5 februari 1831 i Modena, tvingades hon och hennes barn fly när ett försök till statskupp gjordes av Carbonari, som fick stöd från Frankrike. Flyktingarna togs emot i Gorizia i Österrike av Maria Beatrices syster, Maria Anna av Savoyen, som var gift med Ferdinand av Österrike. Maria Beatrice kunde återvända till Modena sedan upproret slagits ned ned med stöd av österrikiska trupper. 
Maria Beatrice led av svagt hjärta, och under sina sista år lämnade hon det officiella residenset i Modena och levde ett mer tillbakadraget liv på hertigarnas av Modena sommarslott på landet.  

### Jacobiternas tronpretendent
Maria Beatrices far hade varit jakobiternas pretendent på Storbritanniens tron. Vid Viktor Emanuels död 1824 ärvde Maria Beatrice hans anspråk på Englands och Skottlands kronor, eftersom hon var hans äldsta barn och saknade bröder. Som brittisk tronpretendent kallades hon Maria II (eng. Mary II) - många jakobiter ansåg dock att hon borde heta Maria II av Skottland, men Maria III (eng. Mary III) av England, eftersom de hävdade att Maria Stuart av Skottland borde ha varit den rättmätiga efterträdaren till Maria I av England (och således hetat Maria I av Skottland och Maria II av England).
När Maria Beatrice dog ärvde hennes son Frans hennes anspråk på den brittiska tronen. En minoritet bland jakobiterna erkände dock inte honom; de hävdade, att eftersom brittisk lag inte godkänner äktenskap mellan en morbror och hans systerdotter, var Maria Beatrices äktenskap ogiltigt och barnen illegitima och alltså inte arvsberättigade. Maria Beatrices rätta tronarvinge skulle i stället vara hennes yngre syster Maria Teresa, hertiginna av Parma. 

## Barn
- Maria Teresa (1817-1886), gift med greven av Chambord, den siste franske tronpretendenten av huset Bourbons huvudlinje.
- Frans V av Modena (1819-1875), som efterträdde fadern som hertig.
- Ärkehertig Ferdinand Karl (1821-1849).
- Maria Beatrix (1824-1906), gift med Juan av Montizón.